# Queorema (Ort)
Queorema (Qeorema, Queo-Rema) ist eine osttimoresische Siedlung im Suco Nuno-Mogue (Verwaltungsamt Hato-Udo, Gemeinde Ainaro).

## Geographie und Einrichtungen
Das Zentrum des Dorfes liegt am Westrand der Aldeia Queorema, in einer Meereshöhe von 2111 m. Nach Osten und Südosten hin liegen die Häuser immer weiter verstreut. Durch den Ort führt die Überlandstraße von Hatu-Builico nach Maubisse. Direkt westlich von Queorema befindet sich der Ort Bleheto (Suco Mulo). Im äußersten Osten der Aldeia liegt der Weiler Airema.
In Westen von Queorema befindet sich eine Grundschule.